# Chinguetti-moskee
De Chinguetti-moskee (Arabisch: مسجد شنقيط) is een moskee in de stad Chinguetti in Mauritanië. Het was een oud centrum van aanbidding, gecreëerd door de oprichters van de oasestad Chinguetti in de regio Adrar van Mauritanië in de 13e of 14e eeuw. De minaret van deze oude structuur zou de op één na oudste zijn die overal in de moslimwereld continu in gebruik is.

## Architectuur
Architectonisch gezien heeft de structuur een gebedsruimte met vier gangpaden, een symbolische deur met dubbele nissen, of mihrab die naar Mekka wijst, en een open binnenplaats. Een van de meest onderscheidende kenmerken zijn het kale, ongemetselde, gespleten stenen metselwerk, de vierkante minarettoren en het bewuste gebrek aan versiering, in overeenstemming met de strikte Malikitische overtuigingen van de stichters van de stad. De moskee en de minaret worden in de volksmond beschouwd als het nationale embleem van de Islamitische Republiek Mauritanië.

## UNESCO
De moskee werd gerestaureerd door een inspanning van UNESCO, maar wordt, samen met de stad zelf, nog steeds bedreigd door intense woestijnvorming.